# Schaeberle (cratera marciana)
A cratera Schaeberle é uma cratera de impacto no quadrângulo de Iapygia em Marte, localizada a 24.7° S e 309.9° W.  Ela possui 160 quilômetros de diâmetro e recebeu o nome de John Martin Schaeberle, um astrônomo americano (1853-1924). 